# Чуук (аэропорт)
Международный аэропорт Чуук (ИАТА: TKK, ИКАО: PTKK) — аэропорт, расположенный на острове Вено (бывший Моэн), главном острове штата Трук в Федеративных Штатах Микронезии.

## История
Международный аэропорт Чуук был построен Японией в период с ноября по декабрь 1942 года как военный аэродром японской морской базы Трук. В то время он был известен японцам как аэродром Харушма или аэродром Моэн 1. Аэропорт использовался истребителями, бомбардировщиками и разведывательными самолётами. В период с 4 октября 1944 года по 27 июня 1945 года аэродром был атакован самолётами ВВС США.

## Инциденты
- 28 сентября 2018 года — Рейс 73 авиакомпании «Air Niugini», Boeing 737-800, приземлился недалеко от взлетно-посадочной полосы и остановился в лагуне. 1 пассажир погиб и позже был извлечен дайверами. Остальные 35 пассажиров и 11 членов экипажа избежали серьёзных травм[2][3][4].